# (2201) Ольято
(2201) Ольято (англ. Oljato) — околоземный астероид из группы Аполлонов, диаметром 1,8 км, с очень большим значением альбедо. Ольято имеет сильно вытянутую орбиту с эксцентриситетом свыше 0,71, из-за чего в процессе своего движения вокруг Солнца этот астероид пересекает орбиты сразу трёх планет: Венеры, Земли и Марса.

Орбита астероида Ольято и его положение в Солнечной системе
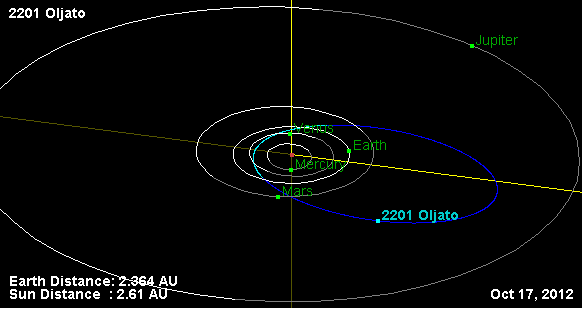
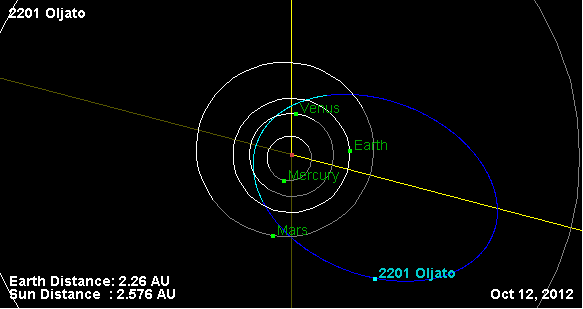

Он был открыт 12 декабря 1947 года американским астрономом Генри Джикласом в обсерватории Лоуэлла и назван в честь местечка в Долине монументов в штате Юта, известного как «Лунная вода» (англ. Moonlight Water). Место это уникально тем, что ночью песок там становится влажным настолько, что начинает отражать лунный свет.